# Secretariaat voor de Diplomatieke Staf
Het Secretariaat voor de Diplomatieke Staf is een van de drie onderafdelingen van het staatssecretariaat van de Heilige Stoel, ook wel de Derde Afdeling genoemd.
Het secretariaat werd ingesteld op 21 november 2017, als afsplitsing van het Secretariaat voor Algemene Zaken. Onder de bevoegdheid van het secretariaat vallen alle zaken die te maken hebben met het personeel van de diplomatieke dienst van de Heilige Stoel, zoals bijvoorbeeld werving en selectie, formatie, arbeidsvoorwaarden en promotie.
Het secretariaat wordt geleid door een aartsbisschop-secretaris.

## Secretaris voor de Diplomatieke Staf
| Periode      | Naam          |
| ------------ | ------------- |
| 2017 - 2022  | Jan Pawłowski |
| 2022 - heden | Luciano Russo |